# Home Free
Home Free é um grupo americano a cappella composto por cinco vocalistas, Austin Brown, Rob Lundquist, Adam Rupp, Tim Foust, e Adam Chance. Começando como um grupo de shows, eles fizeram uma turnê em torno de 200 shows por ano nos Estados Unidos.
O grupo competiu e ganhou a quarta temporada da competição The Sing-Off na NBC em 2013. Eles cantaram um arranjo de Hunter Hayes "I Want Crazy," como sua canção competitiva final, ganhando o grupo $ 100,000 e um contrato de gravação com a Sony.
O Home Free lançou seu álbum, Crazy Life, em 18 de fevereiro de 2014. Foi lançado digitalmente em 14 de janeiro de 2014.

## História
O grupo Home Free foi originalmente formado em 2000 por Chris Rupp em Mankato, Minnesota, quando alguns de seus membros ainda estavam na adolescência. Os cinco membros fundadores eram os irmãos Chris e Adam Rupp, Matt Atwood, Darren Scruggs e Dan Lemke; tomando o nome de um barco de propriedade do avô Atwood que ajudou a apoiar financeiramente o grupo nos primeiros anos. O grupo começou como hobby para os cantores, mas gradualmente ganharam experiência e popularidade. Em 2007, eles tiveram o suficiente para seguir a música em tempo integral. Durante este período, os irmãos Rupp e Atwood formaram o núcleo do grupo, com Atwood como tenor principal. Outros e outros membros do grupo vieram e foram. O atual membro Rob Lundquist, outro componente vindo de Minnesota, se juntou em 2008.
Durante grande parte da história do grupo, eles trabalharam com muitos cantores de baixo talentosos, mas não tiveram uma voz de baixo comprometida em tempo integral. Em 2007, Chris Foss (atualmente membro da Cantus) cantou com eles. Elliott Robinson foi adicionado como baixo em setembro de 2008 e foi substituído em junho de 2009 por Troy Horne. Mais tarde naquele ano, Horne deixou o grupo para  se juntar ao The House Jacks. Para substituir Horne, eles se voltaram para Tim Foust, que primeiro cantou com eles como convidado na turnê de 2010. Nativo do Texas, Foust estava seguindo uma carreira como cantor/compositor de música country e tinha recentemente lançado um álbum solo, mas não estava pronto para assinar em tempo integral. Matthew Tuey cantou com o grupo no ínterim de 2011, até que Foust se juntou a eles em tempo integral em janeiro de 2012.
Em 2012, Matthew "Austin" Brown estava trabalhando em um navio de cruzeiro da Royal Caribbean como um cantor de destaque em seus shows de produção. Quando o Home Free juntou-se ao cruzeiro como grupo de convidado, eles se conheceram e ficaram próximos. Brown, que nasceu em Tifton, Georgia, deixou o Home Free saber que ele estaria interessado em se juntar ao grupo se eles lhe dessem uma abertura. No final de 2012 o vocalista Matt Atwood, que havia se casado no ano anterior, e sua esposa estavam esperando seu primeiro filho. Considerando o horário de turnê do grupo incompatível com a vida familiar, e tendo a oportunidade de assumir o negócio de imóveis de sua família em Mankato, Atwood tomou a decisão de se retirar do grupo. O Home Free então convidou Brown para se juntar como tenor principal. Ele cantou seu primeiro show com o grupo em outubro de 2012 e tornou-se em tempo integral em janeiro de 2013. Em 2015, eles fizeram uma aparição como convidados no álbum de Kenny Rogers Once Again It's Christmas na canção "Children Go Where I Send Thee"; um video musical foi lançado em novembro de 2015.
Em 18 de março de 2016, foi anunciado que, após 16 anos, o fundador Chris Rupp deixaria o grupo para seguir uma carreira solo e seria substituído depois de 8 de maio por Adam Chance, anteriormente do grupo Street Corner Symphony. Chris passou a lançar seu próprio álbum solo Shine e também formou um novo grupo misto chamado 7th Ave que não é baseado em a cappella.  Uma atualização do álbum de 2014 Full of Cheer foi lançada como Full Of (Even More) Cheer em novembro de 2016 e estreou no número 2 em álbuns de country mais vendidos com 13 mil vendidos, o melhor desempenho da banda na parada US Country.

## Contexto e estilo musical
Todos os cinco cantores do Home Free têm treinamento musical formal. Lundquist e os irmãos Rupp têm graus de bacharel em música. O instrumento principal de Adam Rupp é trompete, mas ele também toca bateria, teclado e baixo. Desde que se juntou, Foust e Brown também se tornaram muito ativos na escrita e na organização.
Em termos de papéis musicais, o Home Free é estruturado como um quarteto de barbershop tradicional, com um tenor principal, duas vozes de harmonia e um baixo. O tenor principal, que enfrenta o grupo e canta a maioria dos solos, é Austin Brown. A harmonia do tenor é cantada por Rob Lundquist, a harmonia do barítono é cantada por Adam Chance e Tim Foust canta o baixo. Além das quatro vozes, os sons de percussão são fornecidos pelo beatboxer Adam Rupp. Embora Brown seja o principal solista do Home Free, todos os outros membros ocasionalmente cantam solos também.
O estilo do Home Free como um grupo de country é relativamente recente. Antes de Foust se juntar ao grupo, o Home Free era um grupo a cappella de propósito geral, cantando em uma grande variedade de estilos, dos quais o estilo country tinha uma influência menor. Com as adições de Foust e Brown, o grupo se moveu mais na direção do country e descobriu que o público respondeu bem. Home Free realizou três audiências para  The Sing-Off  (sem Foust e Brown) e não foi aceito. Ao fazer uma audição para a 4ª temporada do The Sing-Off, eles tomaram uma decisão consciente de se classificar como um grupo de country. Em uma entrevista, Brown disse que essa identidade chamou a atenção do diretor de elenco "The Sing-Off", que disse: "Vocês realmente se encaixam em algo que não temos".

## Discografia

### Albums
| Título                                              | Detalhes | Paradas    | Paradas | Vendas       |
| Título                                              | Detalhes | US Country | US      | Vendas       |
| --------------------------------------------------- | --- | ---------- | ------- | ------------ |
| From the Top                                        | - Data de lançamento: 17 de julho de 2007 - Rótulo: Home Free - Chris Rupp, Adam Rupp, Matt Atwood, Joe Fine                        | —          | —       |              |
| Kickin It Old School                                | - Data de lançamento: 30 de março de 2009 - Rótulo: Home Free - C. Rupp, A. Rupp, Matt Atwood, Rob Lundquist, Elliott Robinson      | —          | —       |              |
| Christmas Vol 1                                     | - Data de lançamento: 30 de março de 2010 - Rótulo: Home Free - C. Rupp, A. Rupp, Atwood, Lundquist, Robinson                       | —          | —       |              |
| Christmas Vol 2                                     | - Data de lançamento: 18 de janeiro de 2010 - Rótulo: Home Free - C. Rupp, A. Rupp, Atwood, Lundquist, Robinson                     | —          | —       |              |
| Live from the Road                                  | - Data de lançamento: 17 de julho de 2012 - Rótulo: Home Free Studios - C. Rupp, A. Rupp, Atwood, Lundquist, Tim Foust              | —          | —       |              |
| Crazy Life                                          | - Data de lançamento: 13 de janeiro de 2014 - Rótulo: Columbia Records - C. Rupp, A. Rupp, Matthew "Austin" Brown, Lundquist, Foust | 8          | 40      | - US: 71,800 |
| Full of Cheer                                       | - Data de lançamento: 27 de outubro de 2014 - Rótulo: Sony - C. Rupp, A. Rupp, Brown, Lundquist, Foust                              | 12         | 65      | - US: 85,500 |
| Country Evolution                                   | - Data de lançamento: 18 de setembro de 2015 - Rótulo: Sony - C. Rupp, A. Rupp, Brown, Lundquist, Foust                             | 4          | 46      | - US: 63,200 |
| Full of (Even More) Cheer                           | - Data de lançamento: 11 de novembro de 2016 - Rótulo: Columbia Records - A. Rupp, Adam Chance, Brown, Lundquist, Foust             | 2          | 36      | - US: 38,500 |
| Timeless                                            | - Data de lançamento: 22 de setembro de 2017 - Rótulo: Columbia Records - A. Rupp, Chance, Brown, Lundquist, Foust                  | 3          | 28      | - US: 16,000 |
| "—" denota lançamentos que não entraram nas paradas | |            |         |              |

### Singles
| Year | Single                         | Paradas    | Paradas | Álbum         |
| Year | Single                         | US Country | US      | Álbum         |
| ---- | ------------------------------ | ---------- | ------- | ------------- |
| 2014 | "Angels We Have Heard on High" | 30         | 118     | Full of Cheer |

### Músicas Originais
| Year | Single                               | Writters                                               | Album             |
| ---- | ------------------------------------ | ------------------------------------------------------ | ----------------- |
| 2014 | "Champagne Taste (On a Beer Budget)" | Tim Foust & Joe Bilotta                                | Crazy Life        |
| 2014 | "I've Seen"                          | Tim Foust, Joe Bilotta and Henry O'Neill               | Crazy Life        |
| 2014 | "Any Way The Wind Blows"             | Mark Nesler, Jennifer Hanson, and Marty Dodson         | Crazy Life        |
| 2014 | "Crazy Life"                         | Kevin Fisher                                           | Crazy Life        |
| 2014 | "Everything Will Be Ok"              | Tim Foust & Dave Guisti                                | Crazy Life        |
| 2014 | "Full of Cheer"                      | Tim Foust                                              | Full of Cheer     |
| 2015 | "Summer in The Country"              | Mark Nessler and George Teren                          | Country Evolution |
| 2015 | "Don't It Feel Good"                 | Tim Foust and Darren Rust                              | Country Evolution |
| 2015 | "Serenity"                           | Tim Foust                                              | Country Evolution |
| 2015 | "California Country"                 | Austin Brown, Darren Rust, Melissa Polinar             | Country Evolution |
| 2015 | "Good Ol' Country Harmony"           | Tim Foust and Darren Rust                              | Country Evolution |
| 2017 | "Timeless"                           | Mark Nesler, Lizzy McAvoy, and Eric Arjes              | Timeless          |
| 2017 | "Good Ol' Boy Good Time"             | Mark Nesler and Jim McCormick                          | Timeless          |
| 2017 | "It Looks Good"                      | Tim Foust, Mike Luginbill, & Darren Rust               | Timeless          |
| 2017 | "When You Walk in"                   | Arlis Albritton                                        | Timeless          |
| 2019 | "Remember This"                      | Tim Foust, Arlis Albritton, Donnie Reis, Chris Chatham | Dive Bar Saints   |
| 2019 | "Leave This Town"                    | Chris Gelbuda, Chase McGill, Brett Tyler               | Dive Bar Saints   |
| 2019 | "Dive Bar Saints"                    | Brandon Chase, Arlis Albritton, Justin Morgan          | Dive Bar Saints   |
| 2019 | "Catch Me If You Can"                | Keelan Donovan, Louis Johnson, and Anna Rose Menken    | Dive Bar Saints   |
| 2019 | "Lonely Girl's World"                | Austin Brown, Steven Martinez, Ava Suppelsa            | Dive Bar Saints   |
| 2019 | "Cross That Bridge"                  | Keelan Donovan and Matthew McVaney                     | Dive Bar Saints   |
| 2019 | "Dreamer"                            | Dustin Christensen, Ross Ellis, Dan Fernandez          | Dive Bar Saints   |
| 2019 | "What's The World Coming To"         | Tim Foust, Eric Arjes, and Mark Nesler                 | Dive Bar Saints   |
| 2019 | "Why Not"                            | Jeffrey Joseph East and Patrick Dodge                  | Dive Bar Saints   |
| 2019 | "Love Me Like That"                  | Jeffrey Joseph East, Steven Martinez, and Austin Brown | Dive Bar Saints   |
| 2020 | "Warmest Winter"                     | Austin Brown, Emma Brooke and Steven Martinez          | Warmest Winter    |
| 2020 | "Snow Globe"                         | Tim Foust and Keelan Donovan                           | Warmest Winter    |
| 2020 | "Christmas Ain't For The Lonely"     | Tim Foust, Chris Chatham and Darren Rust               | Warmest Winter    |
| 2020 | "Cold Hard Cash"                     | Austin Brown, Annika Bennett and Andrew Tufano         | Warmest Winter    |
| 2020 | "What We Need is Love"               | Tim Foust, Ernie Halter                                | Warmest Winter    |
| 2021 | "Land of The Free"                   | Tim Foust and Chris Chatham                            | Land of The Free  |

## Tours de concertos
Antes de seu sucesso no Sing-Off, o Home Free já estava fazendo turnês em feiras e festivais em todo os EUA, bem como apresentações limitadas (stints) em navios de cruzeiro. Desde então, eles fizeram parte do Sing-Off Tour, além de encabeçar sua própria Crazy Life Tour (2014), Full of Cheer Tour (2014-15), Spring Tour (2015) e Do not It Feel Good Tour (2015-16). Em janeiro de 2016, embarcaram em sua primeira turnê fora da América do Norte com paradas em Birmingham, no Reino Unido; St. Andrews, Scotland; e Londres, Reino Unido (uma parada planejada em Dublin, Irlanda foi cancelada devido ao clima). Em setembro de 2016, eles tiveram seu primeiro concerto na Europa Central no "2º Festival de Country Europeu" em Pertisau, Áustria.